# 佐藤富十郎
佐藤 富十郎（さとう とみじゅうろう、1861年11月21日（文久元年10月19日）- 1943年（昭和18年）8月16日）は、明治から昭和前期の養蚕家、林業家、政治家。衆議院議員。

## 経歴
陸奥国伊達郡、のちの福島県伊達郡小手川村（月舘町を経て現伊達市）で、佐藤長十郎の長男として生まれ、1882年（明治15年）11月に家督を相続した。漢学を修め、のち早稲田大学校外生として政治経済学を学ぶ。
養蚕について研鑽し、養蚕実修学舎を設立して指導に当たり、また各県に養蚕教師として出張した。長年、森林業に従事し、東洋木材を設立して社長に就任した。
政界では相馬郡中村町会議員に在任。相馬地方の開発に貢献した。1924年（大正13年）5月、 第15回衆議院議員総選挙（福島県第10区、憲政会公認）では、前2回落選の同情票で有力候補松本孫右衛門を破って当選し、その後、立憲民政党に所属して衆議院議員に1期在任した。この選挙のための資金は浅虫温泉の別荘を売却して調達した。

## 国政選挙歴
- 第11回衆議院議員総選挙（福島県郡部、1912年5月、立憲国民党）落選[10]
- 第13回衆議院議員総選挙（福島県郡部、1917年4月、憲政会）落選[11]
- 第14回衆議院議員総選挙（福島県第10区、1920年5月、憲政会公認）次点落選[12]
- 第15回衆議院議員総選挙（福島県第10区、1924年5月、憲政会公認）当選 [9]